# 曼齊尼市
曼齊尼（英語：Manzini，旧称：Bremersdorp）是斯威士兰的舊都，曼齊尼區的首府，仍為史瓦帝尼第一大城市，人口約11萬多人（2025年）。它也被稱為斯威士兰的“The Hub”，位於MR3 road。斯威士兰的主要工業區Matsapha在其西部邊境附近。

## 环球电台
曼齊尼有一個基督教福音廣播電台。它成立於1995年，在當地擁有發射器。

## 姐妹及友好城市
- 英国基斯利
- 西班牙拉马莱斯德拉维克托里亚

## 外部連結
- Manzini City Council website （页面存档备份，存于）